# Мрежаста жирафа
Мрежаста или сомалска жирафа (лат. Giraffa camelopardalis reticulata) је једна од 9 подврста жирафе, најпознатија и најчешће виђана у зоолошким вртовима. Насељава Сомалију, северну Кенију и јужну Етиопију. Има велике полигоналне мрље тамносмеђе боје (боја јетре), које су одвојене мрежом уских белих линија.
Јагодински зоолошки врт поседује мрежасту жирафу.